# Cast in Steel
Albums de a-ha
Ending on a High Note - The Final Concert
(2011) True North
(2022)
Cast in Steel est le dixième album studio du groupe de pop norvégien a-ha, sorti le 4 septembre 2015. L'album est sorti en CD, téléchargement digital, streaming, coffret collector et vinyle. Il marque le retour du trio norvégien après sa séparation en 2010.

## Titres
1. Cast in Steel (Waaktaar-Savoy) – 3:50
2. Under the Makeup (Waaktaar-Savoy) – 3:25
3. The Wake (Harket, Olsen, Kvint) – 3:45
4. Forest Fire (Furuholmen, Harket, Terefe, Kvint) – 3:54
5. Objects in the Mirror (Furuholmen) – 4:14
6. Door Ajar (Waaktaar-Savoy) – 3:46
7. Living at the End of the World (Harket, Olsen, Kvint) – 4:06
8. Mythomania (Furuholmen) – 3:49
9. She's Humming a Tune (Waaktaar-Savoy) – 4:02
10. Shadow Endeavors (Waaktaar-Savoy) – 4:21
11. Giving Up the Ghost (Furuholmen) – 4:15
12. Goodbye Thompson (Waaktaar-Savoy) – 3:34